# Karel Nocar
Karel Nocar (* 28. února 1977) je bývalý český házenkář. Většinu své kariéry strávil ve francouzském Chambéry, se kterým se stal šestinásobným vicemistrem tamější nejvyšší soutěže. Byl také dlouholetým kapitánem české házenkářské reprezentace. Od roku 2020 je součástí projektu Bez Frází. V současné době je jeho výkonným ředitelem a moderátorem podcastu Bez Frází+

## Klubová kariéra

### Čechy
Profesionální kariéru zahájil Nocar roku 1996 v Plzni. S mužstvem Kovopetrolu získal v sezóně 1997/98 svoji první trofej, když plzeňský tým zvítězil v Extralize.
Hned po této sezóně však Plzeň opustil a přestoupil na Duklu. V pražském klubu odehrál pouze jednu sezónu, před sezónou 1999/00 přestoupil zpět do Plzně. Z mateřského klubu se v únoru 2002 znovu přesunul do Prahy, kde měl tentokrát obléct dres Allrisku. V ambiciózním celku však vydržel jen do konce ročníku, po kterém se, i přes platnou smlouvu, vrátil na Duklu.

### Chambéry Savoie Handball
V říjnu 2003 přišla životní nabídka. Elitnímu mužstvu Francouzské ligy, Chambéry, se zranili 3 hráči a klub si jako náhradu vyhlédl právě Nocara. Ten uspěl na testech a díky tomu uzavřel s týmem smlouvu do konce sezóny.
Za Chambéry si hned 2 týdny po podpisu smlouvy zahrál v házenkářské Lize mistrů.
S týmem Chambéry však dlouhodobě doplácel na kvality rivala Montpellier Handball, který zvítězil v 8 z 10 ročníků, které Nocar odehrál ve Francii. Trofeji z Francie byl Nocar nejblíže ve finále poháru 2010/11, kdy Chambéry podlehlo Dunkerque až v rostřelu na sedmimetrové hody. Stejným způsobem stejnému soupeři podlehlo Chambéry i v superpoháru 2012.
Kariéru Nocar ukončil vítězstvím 34:30 nad US Créteil v posledním kole ročníku 2012/13. Během 10 sezón za Chambéry odehrál napříč všemi soutěžemi celkem 230 utkání, ve kterých si připsal 545 branek. a vybojoval 13 stříbrných medailí.

## Reprezentační kariéra
Za českou reprezentaci Nocar poprvé nastoupil v roce 1998. Ve 182 utkáních za národní tým nastřílel jeho dlouholetý kapitán celkem 432 branek.
Po konci aktivní kariéry se na podzim 2013 stal manažerem reprezentace. Tuto pozici vykonával až do své rezignace v lednu 2018.